# Novial
Il novial (un acronimo formato da nov + IAL = «nuova lingua ausiliaria internazionale») è una lingua artificiale creata dal linguista danese Otto Jespersen —in precedenza sostenitore del movimento per la lingua ido— e pubblicata inizialmente nel 1928.
Il suo vocabolario è basato su quello delle lingue germaniche e romanze, e la sua grammatica è basata su quella dell'inglese con una forte influenza dell'esperanto e dell'ido.
La prima introduzione al novial è stato il libro di Jespersen del 1928, con qualche piccola modifica nel suo dizionario Novial Lexike, pubblicato nel 1930. Altre modifiche vennero proposte negli anni trenta, ma nel 1943 la lingua cessò di svilupparsi in seguito alla morte del suo glottoteta. Analogamente a quanto successo per molte altre lingue artificiali, la lingua ha suscitato un qualche rinnovato interesse grazie ad Internet.

## Grammatica

### Pronomi personali, soggetto e oggetto
I pronomi personali sono:
- me – io, me
- vu – tu, te
- lo – egli, lui
- la – ella, lei
- le – egli o ella (generico)
- lu – esso (neutro)
- nus – noi
- vus – voi
- los – essi (maschile)
- las – esse (femminile)
- les – essi, loro
- lus – essi (neutro)

Il pronome impersonale è on.
La sintassi della frase è, come in italiano, Soggetto Verbo Oggetto, dunque l'oggetto non dev'essere marcato per distinguerlo dal soggetto:
- me observa vu – io osservo te
- vu observa me – tu osservi me

L'accusativo (oggetto diretto) è dunque generalmente identico al nominativo (soggetto).
È presente anche un accusativo opzionale terminante in -m (-em dopo una consonante) ma viene utilizzato raramente. La proposizione em è equivalente a questo finale.
Gli aggettivi personali possessivi sono formati dai pronomi aggiungendo -n o dopo una consonante  -en. Questo è infatti il genitivo (possessivo) del pronome, per cui men significa sia mio che di me:
- lu es men hunde – lui è il mio cane
- lu es men – lui è mio
- men – mio/mia/miei/mie
- vun – tuo/tua/tuoi/tue
- lon – suo/sua/suoi/sue ("di lui" maschile)
- lan – suo/sua/suoi/sue ("di lei" femminile)
- len – suo/sua/suoi/sue ("di lui o lei" generico)
- lun – suo/sua/suoi/sue (neutro)
- nusen – nostro/nostra/nostri/nostre
- vusen – vostro/vostra/vostri/vostre
- losen – loro ("di essi" maschile)
- lasen – loro ("di esse" femminile)
- lesen – loro ("di essi o esse" generico)
- lusen – loro (neutro)

Il possesso può anche essere espresso mediante il pronome de: de me, de vu ecc.

### Verbi
La forma dei verbi è invariabile per persona e numero. La maggior parte dei tempi, dei modi e delle forme sono espressi ricorrendo all'utilizzo di verbi ausiliari posti dinnanzi alla radice del verbo principale. L'ausiliare segue lo stesso ordine dell'italiano.
- Infinito: protekte – proteggere
- Presente: me protekte – io proteggo
- Passato semplice: me did protekte (= me protekted)  – io proteggevo/protessi
- Passato prossimo: me ha protekte – io ho protetto
- Piuccheperfetto: me had protekte – io avevo protetto
- Futuro semplice: me sal protekte – io proteggerò
- Futuro anteriore: me sal ha protekte – io avrò protetto
- Futuro nel passato: me saled protekte – io stavo per proteggere
- Condizionale presente: me vud protekte – io proteggerei
- Condizionale passato: me vud ha protekte – io avrei protetto
- Imperativo 1ª pers. plu.: let nus protekte!  – Proteggiamo!
- Imperativo 2ª per. sing./plu.: protekte!  – Proteggi/Proteggete!
- Imperativo 3ª pers, sing.: let lo protekte!  – Che protegga!
- Participio presente attivo: protektent – proteggente
- Participio passato passivo: protektet – protetto

Il novial distingue la forma passiva di processo e di stato (o risultato). In italiano queste forme coincidono, servendosi entrambe dell'ausiliare "essere". La differenza è paragonabile a quella dello spagnolo, con la forma passiva in ser e quella in estar.
In novial la forma passiva di processo viene formata mediante l'ausiliare bli seguito dalla radice del verbo.
- Infinito: bli protekte – essere protetto
- Presente: me bli protekte – io sono protetto
- Passato semplice: me blid protekte – io ero/fui protetto
- Passato prossimo: me ha bli protekte – io sono stato protetto
- Piuccheperfetto: me had bli protekte – io ero stato protetto
- Futuro semplice: me sal bli protekte – io sarò protetto
- Futuro anteriore: me sal ha bli protekte – io sarò stato protetto
- Futuro nel passato: me saled bli protekte – io sarei stato protetto
- Condizionale presente: me vud bli protekte – io sarei protetto
- Condizionale passato: me vud ha bli protekte – io sarei stato protetto
- Imperativo 1ª pers. plu.: let nus bli protekte!  – Siamo protetti!
- Imperativo 2ª per. sing./plu.: bli protekte!  – Sii/Siate protetto/i!
- Imperativo 3ª pers, sing.: let lo bli protekte!  – Che sia protetto!

La forma passiva di stato (o risultato) è formata mediante l'ausiliare es seguito dal participio passato passivo.
- Infinito: es protektet – essere protetto
- Presente: me es protektet – io sono protetto
- Passato semplice: me did es protektet (= me esed protektet)  – io ero/fui protetto
- Passato prossimo: me ha es protektet – io sono stato protetto
- Piuccheperfetto: me had es protektet – io ero stato protetto
- Futuro semplice: me sal es protektet – io sarò protetto
- Future anteriore: me sal ha es protektet – io sarò stato protetto
- Futuro nel passato: me saled es protektet – io sarei stato protetto
- Condizionale presente: me vud es protektet – io sarei protetto
- Condizionale passato: me vud ha es protektet – io sarei stato protetto
- Imperativo 1ª pers. plu.: let nus es protektet!  – Siamo protetti!
- Imperativo 2ª per. sing./plu.: es protektet!  – Sii/Siate protetto/i!
- Imperativo 3ª pers, sing.: let lo es protektet!  – Che sia protetto!

### Articoli
L'articolo determinativo è li ed è invariabile. Viene utilizzato come in inglese.
Non ci sono articoli indefiniti.

### Nomi
Il plurale dei nomi viene formato aggiungendo –s al singolare (-es dopo una consonante).
Il caso accusativo è generalmente identico al nominativo ma può essere specificato con il finale -m (pl. -sem) (-em dopo una consonante; pl. -esem) o con la preposizione em.
Il genitivo viene formato mediante la preposizione de o con il finale -n (-en dopo una consonante). Il plurale di questo caso è -sen (-esen dopo una consonante).
Altri casi vengono formati facendo precedere la radice da varie preposizioni.

### Aggettivi
Tutti gli aggettivi terminano in -i, che può cadere per facilitare la pronuncia. Gli aggettivi in genere precedono il nome che qualificano ma possono anche seguirlo. Sono inoltre invariabili in genere e numero.

### Avverbi
Un aggettivo può essere convertito nell'avverbio corrispondente aggiungendo -m dopo la -i finale dell'aggettivo.

## Estratto in lingua
Il Padre Nostro:
Nusen Patro kel es in siele,
mey vun nome bli sanktifika,
mey vun regno veni,
mey vun volio eventa sur tere kom in siele.
Dona a nus disidi li omnidiali pane,
e pardona a nus nusen ofensos
kom anke nus pardona a nusen ofensantes,
e non dukte nus en li tento
ma fika nus liberi fro li malum.